# Sleazy
"Sleazy", en español («Sucio/Perverso»), es una canción de la artista y compositora estadounidense Kesha , de su primer Extended Play Cannibal lanzado en 2010. La canción fue escrita por Kesha junto a Lukasz "Dr. Luke" Gottwald , Benjamin Levin , Shondrae "Bangladesh" Crawford y Åhlund Klas , con una producción realizada por Bangladesh, Dr. Luke y Levin. Mientras trabajaba en el álbum contó con la ayuda del productor de Bangladesh para que pudiera dar a su música una ventaja más clara. Kesha utiliza un "sing-rap" a lo largo de la canción y usa la voz en capas que se han mejorado en algunas partes con el uso de auto-tune. Líricamente la canción habla de los hombres ricos hacia Kesha, tratando de ganar su atención.
La canción fue posteriormente lanzada con el rapero André 3000 en "The Sleazy Remix ft. André 3000" . La colaboración se produjo después de Kesha le envió una copia de la pista con la esperanza de que a él le gustaría, más tarde habló por teléfono y André accedió a aparecer en la pista. Verso de André habla de un niño joven que lidia con su padre perezoso y también su relación con Kesha.  La Recepción de la crítica de la canción fue en general positiva con los críticos citando la canción como un número club fuerte que atrae a una influencia similar a las canciones de Jennifer Lopez , Gwen Stefani y Lil Wayne . "Sleazy", en Canadá y los Estados Unidos alcanzó un máximo de cuarenta y seis y cincuenta y uno, respectivamente.

## Antecedentes
"Sleazy" fue escrita por Kesha junto con Lukasz Gottwald , Benjamin Levin , Crawford Shondrae y Klas Åhlund. La canción fue producida también por Bangladesh, Dr. Luke y Benny Blanco. Realizada por Emily Wright, Holanda Sam, Chris "TEK" O'Ryan y Chris Holmes. La canción fue lanzada el 2 de noviembre de 2010, como un descarga digital. También fue lanzado como un B-side del sencillo "We R Who We R" en Reino Unido. Mientras trabajaba en el álbum Kesha contó con la ayuda del productor Bangladesh. Explicó que Kesha decidió incluirlo en el proyecto porque quería agregar un borde más difícil de su música.

## Composición
"Sleazy" es una canción dance-pop con una duración de 3:25 minutos. En la canción, Kesha critica a los hombres ricos que tratan de comprar su atención. También contiene insinuaciones sugerentes como "Ra-ta-ta in your dumb-dumb drumb, The beats is so phat, Gonna make cum, over you place | Ra-ta-ta- en tu tonto-tonto tambor, El Ritmo es potente, Me voy a masturbar, en tu lugar." Vocalmente, la canción sigue en forma similar a sus anteriores sencillos pasos como Kesha usa su "sing-rap" estilo vocal presente en toda la canción. Kesha utiliza la voz en capas que se han mejorado en algunas partes con el uso de auto-tune y canta sobre una línea de bajo atronador que se combina con un marcando laten como un respaldo.
La producción de la canción ha sido citado para la elaboración de la influencia de varias canciones de artistas como Gwen Stefani, Jennifer Lopez y Lil Wayne. Josh Langhoff de PopMatters , sin embargo, sentía que la canción lo mismo similar a la de MIA. Jocelyn Vena, de MTV News , comentó que "Sleazy"" encaja perfectamente con Kesha. Daniel Brockman de The Boston Phoenix escribió que la canción contiene "un ritmo potentemente furioso y perverso". Bill Lamb de About.com señaló que la producción de Bangladesh era "algo que todos esperábamos de Ke$ha, pero, ella lo hizo mejor".

## Remix

### Sleazy Remix 2.0: Get $leazier
En octubre de 2011, se anunció que un nuevo remix de "Sleazy" que estaba en marcha, con T.I. , Lil Wayne , y Wiz Khalifa , junto con André 3000. De acuerdo con Kesha, los cuatro raperos en el remix, titulado "Sleazy Remix 2.0: Get $lezier", se incluyen porque son cuatro de sus raperos favoritos. El 7 de diciembre de 2011, se publicó el siguiente mensaje en la internet, revelando que la canción sería lanzado en iTunes el 13 de diciembre de 2011: "Prepárate para recibir hasta en$uciarte con esta colaboración enfermos que hice con 4 de mis MCs favoritos de todos los tiempos: Weezy, Andre 3000, Wiz Khalifa, y T.I., abrí el 'Get $leazy' con esta canción todas las noches y que siempre tiene la fiesta ... ¡Prepárate, esta es la versión ENFERMA y PERVERSA."

## Formatos
| UK Digital EP 1. "We R Who We R" – 3:24 2. "Sleazy" – 3:25 3. "Animal" (Dave Audé Remix) – 4:37 4. "Animal" (Billboard Remix) – 4:15 | Descarga digital (The Remix) 1. "The Sleazy Remix" (featuring André 3000) – 3:48 Descarga digital (Remix 2.0) 1. "Sleazy Remix 2.0: Get Sleazier (feat. Lil Wayne, Wiz Khalifa, T.I. & André 3000) – 4:53 |

## Posicionamiento en las listas
| Chart (2010)                       | Mejor posición |
| ---------------------------------- | -------------- |
| Canadá (Canadian Hot 100)          | 46             |
| Estados Unidos (Billboard Hot 100) | 51             |

| Chart (2011)              | Mejor posición |
| ------------------------- | -------------- |
| Canadá (Canadian Hot 100) | 74             |
| US Billboard Hot 100      | 37             |